# جونز تاون
جونز تاون أو مدينة جونز هو الاسم العامي لمشروع معبد الشعوب الزراعية، مجموعة دولية كانت في الشمال الغربي لـ غيانا تكونت بواسطة طائفة دينية من الأمريكيين من أعضاء المعبد بقيادة جيم جونز. أصبحت تلك المجموعة سيئة السمعة عالمياً في 18 نوفمبر1978 إثر وفاة 913 شخص في المستعمرة من بينهم قتل أكثر من 200 طفل جميعهم من جراء التسمم بمادة السيانيد، بالإضافة إلى قتل خمس أشخاص آخرين بالقرب من مدرج هبوط للطائرات . بجورج تاون عاصمة غيانا. اسم المستعمرة أصبح مرادف للاحداث التي حدثت في ذلك الموقع.

## جماعة جيم جونز

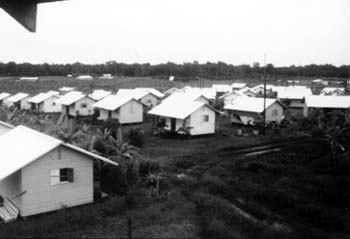
صورة للبيوت في مدينة جونز

جماعة الأب جيم جونز هي طائفة بروتستانتية متطرفة تأسست في كاليفورنيا عام 1963 وبلغ عدد اعضائها ثلاثين الفا . وقد تلقى الأب جونز تزكيات من عدد من رجال الكونغرس ومن عمدة سان فرنسيسكو ومن زوجة الرئيس كارتر وهي تزكيات شجعت حاكم غيانا على أن يمنحه قطعة أرض من 37 الف فدان يقيم عليها مستعمرته ويحقق عليها حلمه المزعوم بمجتمع تسوده المحبة والتعاون والإخاء وتزول فيه الطبقات . وهي المستعمرة التي انتهت بحادث قتل وانتحار رهيب لاطفال وشباب ورجل ونساء جاوزوا الأربعمائة عددا وعلى راسهم رئيس الطائفة الأب جونز نفسه الذي قاد عملية الانتحار الجماعى وكأنها صلاة أو طقس دينى .
وقد قام جيم جونز بإنشاء معبد سماه معبد الشعب مستنداً إلى بعض الأفكار الماركسية في مدينة إنديانا وقد قام جيم جونز بنقل الكنيسة من مدينة انديانا إلى ريد وود فالي في كاليفورنيا بسبب انتشار بعض الفضائح عن ممارسات هذا المعبد ومالبث أن انتقل إلى منطقة نائية في غيانا بسبب انتشار الفضائح أيضاً.

## الانتحار الجماعي
في 18 نوفمبر 1978 جمّع جيم جونز أتباعه في قرية صغيّره في غيانا في أمريكا الجنوبية وأقنعهم أن يشربوا مادة السيانيد السامه الممزوجة بعصير العنب مدعياً أن ذلك انتحار ثوري وقامت القيادات الخاصة بالجماعة بحقن الأطفال الصغار بمادة السيانيد.
عدد 913 شخص من مجموع أعضاء المعبد ماتوا عدا اثنين نجوا من تسمم بالسيانيد، وذلك في حدث أطلق عليه جونز واتباعه «الانتحار الثوري» في شريط صوتي للحدث وقبل الاحداث. التسمم في جونز تاون تبع قتل أعضاء المعبد لخمسة أشخاص في مهبط كيتوما القريب للطائرات. ضحايا القتل اشتملوا عضو الكونغرس ليو رايان وهو عضو الكونغرس الأول والوحيد في الولايات المتحدة الأمريكية الذي قتل أثناء تأديته لواجبه. بالإضافة الي أربعة أعضاء آخرين تم قتلهم بجورج تاون بناءً على أوامر جونز.
ولقد ظهرت احداث جونز تاون للعالم كإنتحار جماعي ويعتبر أكبر حادثة انتحار جماعي في التاريخ الحديث وقد نتجت عنه أضخم فقد لمواطنين أميركيين في كارثة غير طبيعية قبل أحداث 11 سبتمبر 2001.